# Thomas Overskou
Thomas Overskou (født 11. oktober 1798 i København, død 7. november 1873 smst) var en dansk skuespiller, dramatiker og teaterhistoriker. Titulær professor i 1852.
Som sin lidt yngre samtidige H.C. Andersen var Overskou født i samfundets bund, og han kæmpede en hård kamp for at komme frem. Også han var draget af teatret og havde forståelse for kravene til dramatisk fremstilling. Han opnåede ikke blot at blive skuespiller (i mindre roller) og sceneinstruktør; en række af hans originale skuespil blev opført på Det Kongelige Teater, og nogle af folkekomedierne blev solide succeser på Casino – fx Capriciosa, samt Østergade og Vestergade.
Hans skuespil findes bevaret i Dramatisk Bibliotek på Det Kongelige Bibliotek.
Overskous blivende fortjeneste er som teaterhistoriker. Hans fem bind Den danske Skueplads i dens Historie (1854-64) er et grundlæggende værk. 
Også selvbiografien Af mit Liv og min Tid (1868, genudgivet med noter af Robert Neiiendam, 1915-16), er endnu læseværdig. Her fortæller han bl.a. om Københavns bombardement 1807, som han oplevede på første hånd, og historien om, hvordan han skabte sig en karriere på teatret.
Efter sin død fik han opkaldt Thomas Overskous Vej i Åløkkekvarteret i det centrale Odense efter sig.